# 拉波塞雄
拉波塞雄（法語：La Possession，法語發音：[la pɔsɛsjɔ̃]）是法国海外省留尼汪的一个市镇，属于圣保罗区。

## 地理
拉波塞雄（20°55'35"S, 55°20'9"E）面积118.35 平方千米，位于法国海外省留尼汪。
与拉波塞雄接壤的市镇（或旧市镇、城区）包括：勒波尔、圣但尼、圣保罗、萨拉济、锡拉奥斯。
拉波塞雄的时区为UTC+04:00。

## 行政
拉波塞雄的邮政编码为97419，INSEE市镇编码为97408。

## 政治
拉波塞雄所属的省级选区为拉波塞雄县，其也是该县的中央投票站所在地。

## 人口
拉波塞雄于2022年1月1日时的人口数量为36390人。